# حاجة لاشعورية
هي حاجة الفرد لعمل شيء ما أو تحقيق أمر ما ولكنه لا يشعر ولا يدرك أن عنده هذه الرغبة, بحيث لو سئل عنها لانكرها صادقا بينة وبين نفسة, وغالبا ما تظهر حاجات الفرد الاشعورية في أحلامه أو هفواته